# Зарипов, Габидулла Гиндуллович
Габидулла Гиндуллович Зарипов (баш. Ғәбиҙулла Ғиндулла улы Зарипов; 6 ноября 1961, село Терменево Салаватского района Башкирской АССР — 26 января 2001, Терменево, Салаватский район, Башкортостан) — башкирский поэт, редактор. Член Союза писателей Башкортостана (1999).

## Биография
Зарипов Габидулла Гиндуллович родился 6 ноября 1961 года в селе Терменево Салаватского района Башкирской АССР.
В 1987 году окончил Башкирский государственный университет (ныне Уфимский университет науки и технологий).
В 1987—1990 гг. работал в должности сотрудника, а в 1987—1990 гг. — заместителя главного редактора газеты «Йэншишмэ».

## Творческая деятельность
Произведениям Габдуллы Зарипова характерна патриотичность, глубокая связь с башкирским фольклором и экспрессивная образность. Центральной темой книги для детей «Бәрҙе балаһы» (2001; «Маленький хариус») является противопоставление добра и зла, взаимоотношения между людьми.
Габдулла Зарипов является автором поэтических циклов «Төнгө йәшен» («Ночная гроза») и «Йән йылыһы» («Тепло души»), которые были включены в коллективные сборники «Шарлама» (1993; «Водопад») и «Егет һүҙе» (1997; «Слово егета»).

## Книги
- Аҡбатыр: шиғырҙар, ҡобайырҙар. Өфө, 1996.
- Шиғырҙарым — күңел шәжәрәһе. Өфө, 2007.

## Память
- В честь писателя названы улицы в сёлах Терменево[1] и Малояз[2].
- Учреждена премия имени Габидуллы Зарипова.